# ジーン・クルサード
ジーン・クルサード（Jean Coulthard、1908年2月10日 - 2000年3月9日）は、カナダの作曲家、音楽学者。
ブリティッシュコロンビア州のバンクーバーに生まれる。母は音楽教師で、母からクロード・ドビュッシーやモーリス・ラヴェルの音楽を教わった。1928年から1929年にかけて王立音楽大学で学び、レイフ・ヴォーン・ウィリアムズらに師事した。後にはバルトーク・ベーラ、アーロン・コープランド、アルノルト・シェーンベルクらに学んだ。
1947年から1973年までブリティッシュコロンビア大学で教鞭をとった。代表作には「ゆりかごうた」、「挽歌」、「カナディアン・ファンタジー」、バラード「冬物語」、オペラ「ネイティヴの帰還」、4曲の交響曲などがある。作風は新ロマン主義音楽である。
1978年にはカナダ勲章を受章。1994年にはブリティッシュコロンビア賞を受賞した。

## 文献
- Kydd, Roseanne. 1992. "Jean Coulthard: A Revised View." SoundNotes. SN2:14-24.